# Eleanor Jourdain
Eleanor Jourdain (1863 — 1924) foi uma acadêmica e autora inglesa, diretora do St Hugh's College, Oxford, de 1915 a 1924. Ela ficou conhecida após a alegação de que ela e uma colega professora tinham voltado no tempo para o período da Revolução Francesa, durante uma viagem ao Palácio de Versalhes, o fato ficou conhecido como Incidente Moberly–Jourdain. Ela e Charlotte Anne Moberly escreveram um livro sobre a experiência. 
Elas publicaram o livro usando pseudônimos, o que invalida possíveis acusações de que estariam em busca de publicidade, suas identidades não foram reveladas até meados de 1920, após a morte de Jourdain. O livro foi um best-seller, mas atraiu muitas críticas.